# Canon EOS 750D
La Canon EOS 750D, marchiata come Rebel T6i nel mercato Americano e Kiss X8i in Giappone, è una fotocamera Reflex DSLR annunciata da Canon il 6 febbraio 2015. Come parte della linea di prodotti Canon EOS sostituisce la EOS 700D.
La 750D è stata annunciata e messa in commercio insieme con la 760D, un modello esteticamente simile ma che adotta alcune caratteristiche di fascia superiore riprese dalla 70D.

## Caratteristiche
- 24.2 megapixel effettivi APS-C
- 19 punti AF, tutti a croce a f/5.6. Punto centrale ad alta precisione, doppio punto a croce a f/2.8
- Processore d'immagine DIGIC 6 a 14-bit
- Hybrid CMOS AF III
- ISO 100 – 12800 (Espandibile fino a: 25600)
- Mirino a pentaspecchio con copertura del 95% e ingrandimento 0.82x
- Registrazione video in FullHD @30 fps o @25 fps
- Registrazione video in HD @60 fps
- Scatto contiunuo: 5 frame/s.
- Monitor LCD Touch 3.0" "Vari-Angle" Clear View II con 1.040.000 punti
- Jack da 3.5 mm per microfoni o registratori esterni.
- Wi-Fi + NFC per connessione a stampanti o scatto remoto con Canon App
- "Anti-flicker" (introdotto sulla EOS 7D Mk II) – la camera imposta automaticamente il momento d'esposizione per compensare il flickering causato dalle luci[2]

## Problematiche al sensore
L'8 maggio 2015 Canon USA conferma una problematica al sensore in alcune 750D e 760D, d'inizio produzione, le quali in alcuni particolari scatti presentano un motivo scuro circolare. Canon provvede al richiamo e alla riparazione gratuita del problema.